# 한혜진 (가수)
한혜진(본명: 한명숙, 1965년 11월 8일~)은 대한민국의 트로트 가수이다.

## 생애
1985년 7월에 《'MBC 강변가요제'》에서 보컬 음악 그룹 〈장수하늘소〉의 구성원으로 참가해 《색종이의 나라》라는 곡으로써 도전 끝에 결국 본선 진출에는 좌절되었으나, 같은 해인 1985년 12월에 KBS 한국방송공사 공채 탤런트로 정식 연기자 데뷔하였으며, 1986년 연극배우로 데뷔하였다. 1987년 또다시 《"MBC 강변가요제"》에서 《사랑의 신이여 내 곁에》라는 곡으로 참가하여 본격 가수로 데뷔했으며, 1988년 "MBC 신인가요제"에서 《용서할 수 없어도》라는 곡으로 재차 입상하였다. 1988년 《가슴 아픈 말 하지마》라는 곡으로 참가하면서, 정식 가수로 데뷔하였으며 대표곡으로는 《갈색추억》, 《너는 내 남자》 등이 있다.

## 학력
- 근화여자고등학교 졸업
- 서울예술대학교 영화학과 전문학사

## 가족 관계
- 배우자 : 허준서(재혼-사별)[3], 김복열(이혼)
- 어머니 : 이종순

## 개인사
한혜진은 2000년 프로복싱 미들급 동양챔피언 출신의 김복열과 7년 열애 끝에 결혼했지만 9년만에 이혼했다. 두번째 남편으로 6살 연상의 사업가 허준서와 2012년 결혼했고, 한혜진은 방송에서 남편이 큰 사업을 하는 대범한 성격으로서 집에서는 요리도 하고 살림도 하는 자상하고 가정적인 성격이라고 소개했다.
2016년 9월 1일, 언론을 통해 한혜진의 남편이 부동산 관련 사기 및 특정범죄가중처벌 등에 관한 법률 위반 혐의로 징역 8년 구형을 받았다고 알려졌다. 한혜진 남편 허준서는 대한특공무술연맹의 총재를 맡고 있었으며 2021년 사망했다.

## 데뷔
- 1985년 KBS 11기 공채 탤런트
- 1987년 MBC 강변가요제 가수 데뷔

## 정규 음반
- 2024년《Diversify》
- 2021년《나이를 먹으니》
- 2021년《종로3가》
- 2019년《그대가 그리워》
- 2017년《그리워라》
- 2016년《지푸라기》
- 2010년《Born Again》
- 2003년《너는 내 남자》
- 2001년《傷心》
- 1999년《서울의 밤》
- 1996년《Last Lover》
- 1993년《갈색추억》
- 1990년《사랑이 뭐길래》

## 출연 작품

### 뮤지컬
- 1984년 《포기와 베스》 - 베스 역 (여자 주인공)
- 1989년 《아가씨와 건달들》 - 미스 애들레이드 역(여자 주연)
- 1990년 《러브 스토리》 - 제니 역 (여자 주연)

### 텔레비전 드라마
- 1985년 KBS 1TV 대하드라마 《새벽》 - 백신애 역

### 연극
- 1986년 《리어 왕》 - 코델리아 공주 역
- 1989년 《에덴의 동쪽》 - 애브라 베이컨 역

### 텔레비전 프로그램
- 2003년 7월 19일, 2004년 4월 17일, 2007년 9월 29일 KBS1 《가족오락관》
- 2013년 9월 9일 MBC 《기분 좋은 날》 연예플러스 스타데이트
- 2019년 9월 4일 채널A 《행복한 아침》 게스트
- 2019년 10월 18일 채널A 《행복한 아침》 패널
- 2022년 4월 5일 MBC 《우리는 식구당》
- 2023년 5월 10일 TV조선 《퍼펙트라이프》

### 라디오 프로그램
- 2005년 9월 5일 ~ 2006년 3월 26일 wbs 원음방송 《한혜진의 가요세상》

## 수상 경력
- 1987년 MBC 강변가요제 입상
- 1988년 MBC 신인가요제 입상
- 2010년 제4회 대한민국 나눔대상 국회문화체육관광방송통신 위원장상